# Sahajpur
Sahajpur (nep. सहजपुर) – gaun wikas samiti w zachodniej części Nepalu w strefie Seti w dystrykcie Kailali. Według nepalskiego spisu powszechnego z 2001 roku liczył on 1162 gospodarstw domowych i 7151 mieszkańców (3514 kobiet i 3637 mężczyzn).